# Jonathan Davis
Jonathan Howsmon Davis (Bakersfield, Califòrnia, 18 de gener de 1971), més conegut com a Jonathan Davis, és un músic nord-americà, vocalista i compositor de la banda de Nu metall, Korn.
Jonathan figura al lloc 16 de la llista Els 100 millors vocalistes del metall de tots els temps, segons la revista nord-americana Hit Parader Arxivat 2012-05-29 at Archive.is.

## Biografia
Fill de Holly Marie Chávez i Rick Duane Davis. El seu pare és de Glasgow, Escòcia. Té una germana anomenada Alyssa, un mig germà Mark Chavez, (conegut per ser el vocalista de la banda Adema) per part de mare, i una germana, Amanda Chavez, també per part de la seva mare. El seu pare va ser teclista dels músics Buck Owens i Frank Zappa, i la seva mare va ser actriu i ballarina professional. Amb només tres anys, el seu pare i la seva mare es van divorciar. Primerament se'n va anar a viure amb la seva mare, però el seu company i padrastre el maltractava i l'insultava humiliant-lo, així que anar a viure amb el seu pare i la seva companya Sherry a Califòrnia. Jonathan Davis va patir asma a l'edat de 5 anys; malaltia per la qual gairebé mor. En una entrevista va parlar que la seva madrast el torturava, donant-li te barrejat amb oli calent tailandès i suc per beure quan estava malalt. Jonathan va dir que la cançó "Kill You", va ser escrita per a ella.
La primera inspiració musical de Jonathan, des de nen, va ser Andrew Lloyd Webber al musical Jesus Christ Superstar, i el seu grup preferit llavors era Duran Duran. Es va graduar a Highland High School de Bakersfield, Califòrnia l'any 1989. També va assistir a l'escola de Ciències Forenses de San Francisco i va treballar en un laboratori embalsamant cadàvers durant una temporada.

## Carrera artística

### Korn
El seu primer contacte amb el món de la música va ser com a vocalista en una banda de Hard rock anomenada Sexart. L'any 1993. Jonathan va ser l'últim a incorporar-se a Korn. James Shaffer i Brian Welch (ex membres de la banda L.A.P.D) van descobrir a Jonathan en un bar, veient-lo cantar llavors amb Sexart. Quan van acabar el concert li van proposar d'unir-se a ells.
En els primers anys, Jonathan es va distingir per usar la roba esportiva Adidas a l'escenari, incloent peces confeccionades especialment per a ell, la qual cosa va convertir la marca en un estil per a tots els fans de KoЯn; temps després, la marca que usava va ser substituida per Puma. També en concerts apareixia usant faldilles fosques per reflectir els seus avantpassats escocesos. Ha gravat un total de 13 àlbums (Korn, 1994; Life is Peachy, 1996; Follow the Leader, 1998; Issues, 1999; Untouchables, 2002; Take a Look in the Mirror, 2003; See You on the Other Side, 2005; Untitled, 2007; Korn III, 2010; The Path of Totality, 2011, The Paradigm Shift, 2013, The Serenity of Suffering, 2016 i The Nothing, 2019), més una recopilació de grans èxits (2004).L'any 2000 l'artista Hans Ruedi Giger crea una obra a comanda de Jonathan Davis, un peu de micròfon que ha estat usat en diverses gires de la banda Korn per tot el món.

### Solista
Davis va revelar el nom i data del seu àlbum d'estudi com a solista, titulat Black Labyrinth, pel 25 de maig de 2018.
Davis va comentar que les seves principals inspiracions temàtiques per al material del disc van ser la religió, el consumisme i l'apatia a la qual ens veiem exposats en l'actualitat.

### JDevil
Jonathan Davis té un projecte com a solista de música electrònica amb el nom "JDevil".

## Vida personal
La infància de Davis és una gran influència en les lletres de Korn. La cançó "Daddy" va donar lloc a un rumor que deia que va ser abusat sexualment pel seu pare, Rick Davis.
Davis s'ha casat dues vegades. El seu primer matrimoni va ser amb la seva novia de l'escola secundària, Renee Perez. Es van casar el 28 de novembre de 1998 en una cerimònia de temàtica medieval. Junts van tenir un fill, Nathan Howsmon Davis, que va néixer el 18 d'octubre de 1995. La parella es va divorciar l'any 2000. Una dècada després del llançament del primer àlbum de Korn, el 10 d'octubre de 2004, Davis es va casar a Hawaii amb l'ex estrella porno, Deven Davis, tenint així al seu segon fill, Pirate Howsmon Davis, nascut el 18 de març del 2005. El tercer fill de Davis, Zeppelin Howsmon Davis, va néixer el 28 d'abril de 2007. La seva esposa va morir el 12 d'agost de l'any 2018.

## Discografia

### Korn
- Korn (1994)
- Life Is Peachy (1996)
- Follow the Leader (1998)
- Issues (1999)
- Untouchables (2002)
- Take a Look in the Mirror (2003)
- See You on the Other Side (2005)
- Untitled (2007)
- Korn III – Remember Who You Are (2010)
- The Path of Totality (2011)
- The Paradigm Shift (2013)
- The Serenity of Suffering (2016)
- The Nothing (2019)

### Jonathan Davis i SFA
- Alone I Play (2007)
- Live at the Union Chapel (2011)

### Killbot
- Sound Surgery (2012)

### Com a solista
- Black Labyrinth (2018)